# 高倉人形
高倉人形（たかくらにんぎょう）は、江戸時代に安積郡山ノ井高倉（現在の福島県郡山市日和田町高倉）で行われていた人形芝居（人形浄瑠璃）。

## 歴史
始まりは定かでないが高倉地区では江戸時代ごろから人形浄瑠璃が行われており、寛文年間に藤田卯源次が一座を組織して各地を巡業していたと伝わる。三人遣い人形浄瑠璃が行なわれていた最北端の地とも言われた。
しかし明治時代中期に廃絶し、その諸道具一式は同地区の山清寺に預けられた。現存する道具類は、太鼓胴1体、首32体、手足各14個、肩道具10個、衣装50枚、幕4枚、その他小道具類など。
1955年（昭和30年）12月27日、残された道具類が福島県の重要有形民俗文化財に指定された。
現在、日和田公民館内に高倉人形日和田資料館が作られて道具類が展示されている他、人形浄瑠璃そのものの復活に向けて北海道や東京から講師を招き、地元の小・中学生が練習している。

## 高倉人形日和田資料館
- 東北本線日和田駅下車すぐ、日和田公民館内
- 開館時間は8:30〜17:00、第3日曜日休館[3]